# Rakknivsfisk
Rakknivsfisk (Xyrichtys novacula) är en fiskart som först beskrevs av Carl von Linné 1758.  Rakknivsfisk ingår i släktet Xyrichtys och familjen läppfiskar. IUCN kategoriserar arten globalt som livskraftig. Inga underarter finns listade i Catalogue of Life.